# Centro Federico García Lorca
El Centro Federico García Lorca es una institución cultural destinada al estudio y la investigación en torno a la vida y la obra del poeta granadino Federico García Lorca (1898-1936), así como a la difusión de su producción literaria y la conservación de su legado documental. Además, es un espacio concebido para albergar todo tipo de manifestaciones artísticas contemporáneas, preferentemente aquellas relacionadas con el autor. Está gestionado por un consorcio integrado por el Ministerio de Cultura del Gobierno de España, la Consejería de Cultura de la Junta de Andalucía, el Ayuntamiento de Granada y la Diputación de Granada. Su sede se ubica en la granadina plaza de la Romanilla, en pleno centro histórico de la ciudad.

## Edificio
La sede del Centro Federico García Lorca es un edificio de diseño vanguardista, obra del estudio MX_SL Architectural Studio, integrado por los arquitectos Héctor Mendoza, Mónica Juvera, Mara Partida y Boris Bezan, a quienes les fue otorgado el primer premio en el concurso público convocado a tal fin, con un jurado integrado por arquitectos de la talla de Rafael Moneo, Francesco Dal Co, Juan José Lahuerta o Alberto Campo Baeza, entre otros.
El edificio tiene una superficie total de 4.700 metros cuadrados y consta de diversos espacios:
- La biblioteca, que incluye dos espacios: la zona de los libros y el área de lectura. En ella cuelga la cámara acorazada, construida en acero y con un diseño sismorresistente, habilitada para albergar el legado del poeta, un total de casi 20.000 documentos:[3] 5.000 manuscritos de Lorca, 3.000 de otros autores, medio centenar de dibujos de artistas de la época, obras de arte, partituras, numerosos documentos fotográficos y un extenso archivo de prensa.[4]
- Un teatro con concha acústica y capacidad para albergar 424 espectadores. El espacio se ha convertido en escenario de ciclos como el Festival Internacional de Poesía Ciudad de Granada o el Festival Internacional de Música y Danza de Granada, acogiendo actuaciones de músicos como Juan Pinilla, Enrique Moratalla, Mariola Cantarero, Rubén Fernández Aguirre, Juan Carlos Garvayo o el Coro de RTVE.[5] Además, el teatro es el espacio en el que tiene lugar la ceremonia de entrega del Premio Internacional de Poesía Federico García Lorca.[6]
- Un sala de exposiciones, con un superficie de 500 metros cuadrados.[2][4]
- Diversos espacios para talleres, dotados de tabiques móviles.[2][4]
- Diversos espacios para oficinas.[2]

## Objetivos
El Centro tiene como objetivos fundamentales los siguientes:
- El almacenamiento, mantenimiento, protección e investigación del legado de la Fundación Federico García Lorca
- La divulgación e investigación de la vida y obra del poeta, mediante la creación de un Instituto de Estudios Lorquianos en contacto permanente con centros similares ubicados en otros puntos del planeta.
- La organización de actividades culturales y manifestaciones artísticas de primera calidad, relacionadas con la creación contemporánea y de vangardia.
- La organización de actividades pedagógicas para la divulgación de la cultura en niños y jóvenes.